# Batalla de les fronteres
La batalla de les fronteres (en francès: Bataille des Frontières, alemany: Grenzschlachten, holandès: Slag der Grenzen) fou el conjunt de batalles i enfrontaments que es produïren al front occidental de la Primera Guerra Mundial durant els primers dies de la guerra, entre el 14 i el 25 d'agost de 1914. Lliurades a la frontera oriental de França i al sud de Bèlgica, representaren la col·lisió entre el Pla Schlieffen alemany de Helmuth von Moltke el Jove, i el Pla XVII francès del general Josep Joffre. La concentració alemanya al flanc dret (nord), havia de travessar Bèlgica i atacar els francesos a la rereguarda.
L'avanç alemany es va retardar pel moviment del Cinquè Exèrcit francès, general Charles Lanrezac, cap al nord-oest per interceptar-los i la presència del Cos Expedicionari Britànic (BEF) a l'esquerra francesa. Les tropes franco-britàniques van ser expulsades pels alemanys, que van poder envair el nord de França a la batalla de les Ardenes, provocant una retirada general cap al Marne
Les accions de rereguarda francesa i britànica van retardar els alemanys, donant temps als francesos per transferir forces a la frontera oriental cap a l'oest per defensar París, que va culminar amb la Primera Batalla del Marne.

## Batalles
- Lieja (8-1914)
- Mulhouse (8-1914)
- Dornach (8-1914)
- Lorena (8-1914)
- Charmes (8-1914)
- Halen (8-1914)
- Namur (8-1914)
- Dinant (8-1914)
- Charleroi (8-1914)
- Ardenes (8-1914)
- Rossignol (8-1914)
- Mons (8-1914)
- Maubeuge (8-1914)
- La gran retirada (8-1914)
- Grand Couronné (9-1914)
- Primera batalla del Marne (9-1914)
- Anvers (9-1914)
- Batalla de l'IJzer (10-1914)